# Matt Hales
Matt Hales (nome artístico Aqualung) (n. 17 de janeiro de 1972), é um cantor e compositor inglês[carece de fontes?].

## Biografia
Filho de um casal proprietário de uma loja de discos em Southampton, começou cedo (aos 4 anos de idade) a encantar - ao piano - os serões de família. A diversidade musical em que cresceu foi talvez o ingrediente fundamental para a pop desarrumada mas (talvez por isso) fértil que hoje produz.
Strange And Beautiful (2005)[carece de fontes?] assinalou o seu lançamento no mercado americano e não é mais do que uma coletânea dos seus dois primeiros discos: Still Life e Aqualung. Ambos alcançaram um relativo sucesso no mercado inglês, principalmente com Strange & Beautiful (I’ll Put A Spell On You), que a Volkswagen aproveitou para um dos seus anúncios, e Brighter Than Sunshine, que viria a ser incluido na banda sonora de A Lot Like Love. Este lançamento americano precedeu um novo acordo com a Columbia Records para o lançamento mundial dos discos de Aqualung, servindo Strange & Beautiful como o primeiro disco dessa discografia universal.
Em Memory Man, lançado oficialmente em março de 2007, Matt Hales incorporou novos elementos na concepção do disco que atingiu um patamar muito elevado. Sentimentos à flor da pele num artista promissor em constante crescimento.
Aqualung é acima de tudo um compositor ao piano e essa vocação é inteiramente assumida nos seus temas. A forte educação clássica está presente nos arranjos e orquestrações de todos os temas. Matt Hales assume as composição musical e a produção de todas as faixas e reparte as letras com vários autoresFicou popular nos Estados Unidos com "Brighter than Sunshine" música parte da trilha sonora da comédia romântica "A lot like Love", estrelada por Ashton Kutcher e Amanda Peet.